# 昭和女子大学附属昭和小学校
昭和女子大学附属昭和小学校（しょうわじょしだいがくふぞく しょうわしょうがっこう）は、東京都世田谷区太子堂一丁目に所在する私立小学校。昭和女子大学の附属学校である。

## 沿革
以下、小学校のウェブページによる。
- 1920年 - 人見圓吉ほか有志4名が私塾「日本女子高等学院」創立（現東京都文京区水道4-28）
- 1922年 - 私立学校「日本女子高等学校」に昇格、5年制の高等女学部を付設。校舎を移転（現東京都中野区東中野4-2）
- 1926年 - 校舎を移転（現東京都中野区上高田1-39）
- 1927年 - 財団法人日本女子高等学院を設立。高等女学部を分立し「昭和高等女学校」とする
- 1946年 - 財団法人東邦学園を設立
- 1951年 - 財団法人東邦学園を「学校法人昭和女子大学」と改める
- 1953年 - 学校法人昭和高等学校に昭和小学校を付設
- 1963年 - 学校法人昭和女子大学に学校法人昭和高等学校を併合。学校名を昭和女子大学附属昭和小学校と改める
- 1964年 - 校歌を制定
- 1965年 - 人見楠郎が第2代校長に就任
- 1974年 - 初代校長の人見圓吉が死去、人見楠郎が第2代理事長に就任
- 1977年 - 現校舎完成
- 1978年 - 1学年3クラス制開始
- 1983年 - 全学年3クラス制完了
- 1994年 - 創立40周年式典挙行。4年生以上に英語授業を開始。
- 2000年 - 第2代校長の人見楠郎が死去。小林美佐子が第3代校長に就任。
- 2001年 - 第4代校長に江口雄輔が就任
- 2003年 - 創立50周年記念式典を挙行
- 2010年 - 第5代校長に小泉清裕が就任
- 2018年 - 第6代校長に柴田芳明が就任
- 2021年 - 第7代校長に真下峯子が就任
- 2022年 - 真下峯子が初代統括校長に、第8代校長に前田崇司が就任
- 2024年 - 国際コース及び探究コースを設置

## 交通
- 東急田園都市線三軒茶屋駅下車徒歩7分

- バス停「昭和女子大前」(渋谷駅から田園調布駅、等々力、用賀駅、祖師ヶ谷大蔵駅、成城学園前駅など行きのバス便多数停車)

## 制服
制服については以下の通り。
冬服
- 男子：学ラン、紺色の半ズボン、黒色の角帽

- 女子： 丸えりのブラウス、紺色の ボレロ、紺色のジャンパースカート、えんじ色のベレー帽

夏服
- 男子：Yシャツ、灰色の半ズボン、白の帽子

- 女子：ブラウス、灰色のジャンパースカート、白の帽子

なお、夏には女子のみ、校内でのみ着用可の校内着がある。

## 著名な出身者
【50音順】
- 内田潤一郎 - 俳優
- 岡野栄之[3] - 医学者、慶應義塾大学医学部教授
- 近江友里恵 - 日本放送協会アナウンサー
- 壇蜜 - タレント、女優、グラビアアイドル
- 寺薗淳也[4] - 惑星科学者、天文学者
- 長屋宏和 - レーシングドライバー
- 原田亜弥子 - 静岡放送社員（元アナウンサー）